# Kevin Bichard
Pour les personnes ayant le même patronyme, voir Bichard.
Kevin Bichard, né le 10 novembre 1986 à Martigues, est un joueur de basket-ball professionnel français. Il mesure 1,96 m et joue au poste d'ailier

## Biographie
Kevin Bichard commence le basket-ball au club de la Penne-Sur-Huveaune. Il remporte ensuite ses premiers championnats départementaux et régionaux au club de l'Union Sportive de Saint-Marcel (USSM) à Marseille. Ses performances lui permettent d'intégrer les clubs du SMUC et de l'ASPTT Aix en Provence pour y disputer les championnats nationaux.
Le club de Fos Ouest Provence le recrute alors pour intégrer son centre de formation.
Kevin Bichard est réserviste dans l'armée française. Il est régulièrement sélectionné en équipe de France militaire de Basket

## Club
- 2004-2006 :  Fos OPB (Nationale 2)
- 2006-2008 :  Fos OPB (Nationale 1)
- 2008-2009 :  AL Roche-la-Molière (Nationale 1)
- 2009-2010 :  Saint-Quentin BB (Nationale 1)
- 2010-2011 :  Saint-Vallier BD (Pro B) [1]
- 2011-2012 :  Saint-Quentin BB (Nationale 1) [2]
- 2012-2013 :  Saint-Quentin BB (Pro B) [1]
- 2013-2014 :  Lille MBC (Pro B)
- 2015-2016 :  JSA Bordeaux (Nationale 1)
- 2016-2018 :  UB Chartres Métropole (Nationale 1)
- 2018-2019 :  C' Chartres (Pro B)
- 2019-2022 :  Vendée Challans Basket (Nationale 1)
- 2023- :  Pays de Fougères Basket (Nationale 2)

## Palmarès
- 2009-2010 : Playoffs Nationale 1
- 2011-2012 : Champion de Nationale 1 ; Montée en Pro B
- 2017-2018 : vainqueur des Playoffs Nationale 1; accession en Pro B
- Décembre 2021 : Vainqueur du tournoi international du SHAPE a Mons (Belgique) avec l'équipe de France militaire de basket
- Vainqueur du trophée Coupe de France 2023 et 2024 avec le Pays de Fougères Basket.